# Lavard Evans
Lavard Evans (ur. 30 marca 1975) – piłkarz z Turks i Caicos grający na pozycji obrońcy, reprezentant Turks i Caicos, grający w reprezentacji w 2000 roku.

## Kariera
Evans od początku kariery klubowej związany jest z klubem Barefoot FC.
W reprezentacji narodowej Evans rozegrał jedno oficjalne spotkanie podczas eliminacji do MŚ 2002. Było to spotkanie rewanżowe (w pierwszym ze spotkań Evans był rezerwowym swojej reprezentacji); jego ekipa podejmowała drużynę Saint Kitts i Nevis. Turks i Caicos przegrało 0-6. Evans wszedł z ławki rezerwowych w 77. minucie, zmieniając Gregory'ego Wattsa. W dwumeczu reprezentacja ta przegrała 0-14, a tym samym zawodnicy z Turks i Caicos odpadli z turnieju eliminacyjnego. Była to jedyna impreza, w której Evans miał okazję reprezentować barwy narodowe.